# Collegio di Dunfermline East
Dunfermline East è stato un collegio elettorale rappresentato nella Camera dei comuni del Parlamento del Regno Unito. Eleggeva un membro del parlamento (deputato) con il sistema di voto First-past-the-post (sistema uninominale secco).
Il collegio elettorale è stato creato per le elezioni generali del 1983. È stato abolito in vista delle elezioni generali del 2005 come parte di un'importante revisione della composizione dei collegi parlamentari in Scozia.
La maggior parte del collegio elettorale di Dunfermline East e di Kirkcaldy costituiscono ora il nuovo collegio di Kirkcaldy and Cowdenbeath. Le restanti parti del seggio furono trasferite nei nuovi collegi elettorali di Dunfermline and West Fife e Glenrothes.
Il nome di collegio elettorale era una specie di termine improprio in quanto non includeva mai alcuna parte della città di Dunfermline. Cowdenbeath era la città più grande del collegio elettorale.

## Confini
1983–1997: le divisioni elettorali del distretto di Dunfermline di Aberdour/Dalgety Bay/North Queensferry, Ballingry/Lochore, Cowdenbeath/Grey Park, Dunfermline/Rosyth, Hill of Beath/Crossgates / Cowdenbeath, Inverkeithing/Rosyth, Kelty/Lumphinnans e Lochgelly, e la divisione elettorale del distretto di Kirkcaldy and Auchterderran.
1997–2005: le divisioni elettorali del distretto di Dunfermline di Aberdour and Mosside, Benarty and Lumphinans, Cowdenbeath, Dalgety Bay, Inverkeithing and North Queensferry, Kelty, Lochgelly, e Rosyth East and South e la divisione elettorale del distretto Kirkcaldy di Cardenden e Kinglassie.

## Membri del Parlamento
L'unico parlamentare del collegio elettorale è stato Gordon Brown del Partito Laburista, Cancelliere dello Scacchiere del governo ombra dal 1992 al 1997 e Cancelliere dello Scacchiere dal 1997 al 2007, quando divenne Primo ministro.
| Elezione | Elezione | Membro           | Partito          |
| -------- | -------- | ---------------- | ---------------- |
|          | 1983     | Gordon Brown     | Laburista        |
|          | 2005     | Collegio abolito | Collegio abolito |